# Zbloudění

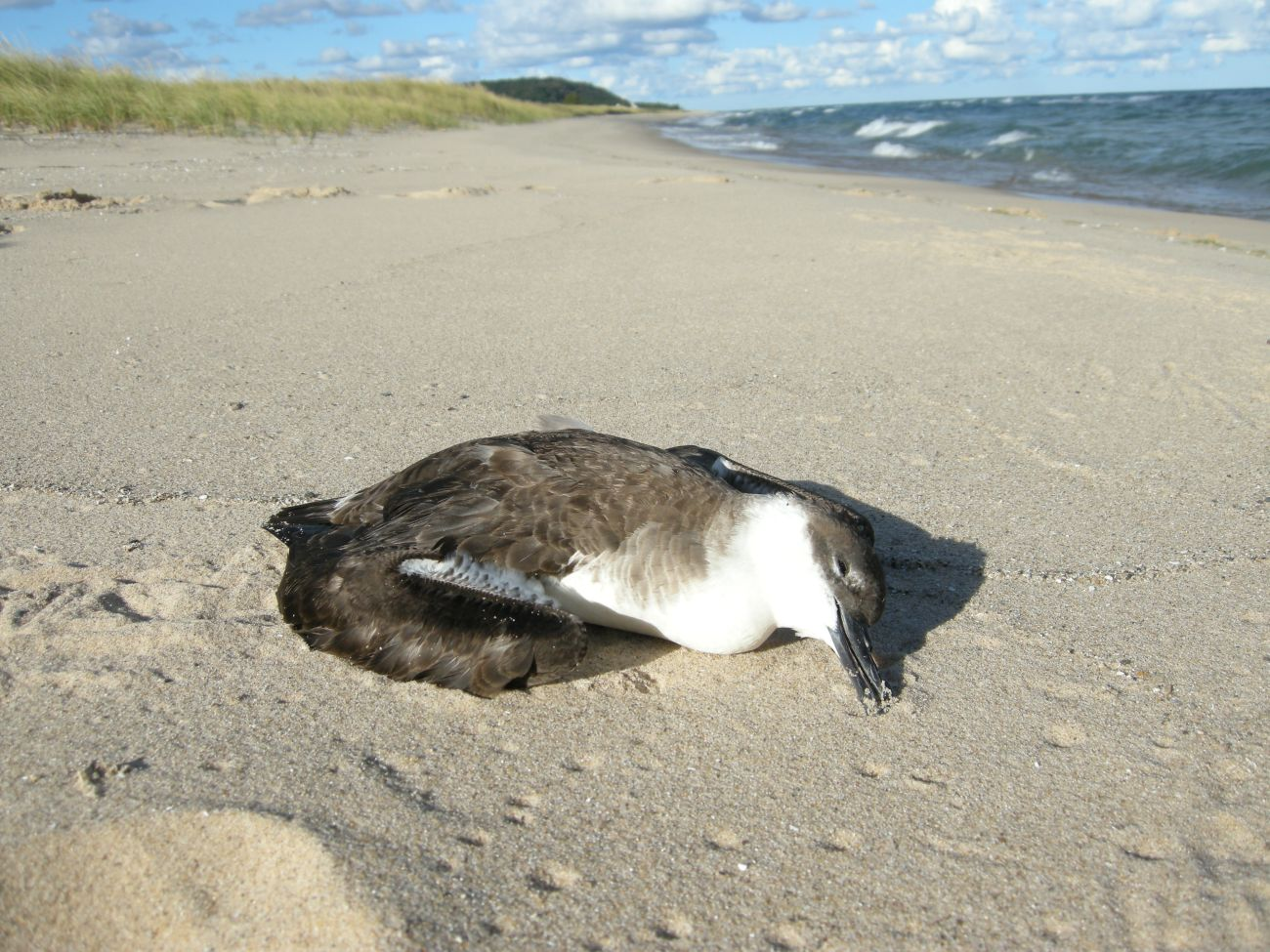
Zvířata se při zatoulání dostávají do nepřirozeného a neznámého habitatu, což jim může způsobit stres, vyčerpání i smrt (na fotografii je uhynulý buřňák velký nalezený na břehu Michiganského jezera, daleko od místa běžného výskytu v Atlantiku)

Zbloudění je biologický fenomén zatoulání zvířat daleko od jejich areálu běžného výskytu nebo migrační cesty. Zbloudilý jedinec se označuje jako zatoulanec.

## Ptáci
Zbloudilí ptáci fascinovali lidstvo již po staletí. V moderních dobách jsou zatoulaní ptáci vyhledávaným fenoménem pozorovatelů ptáků.
U ptáků nastává zbloudění hlavně v pobřežních oblastech. Důvody zbloudění mohou být různé, většinou se přikládají na vrub extrémním výkyvům počasí (tropické bouře, silné větry aj.) nebo „poruše“ biologického navigačního systému ptáků. Zbloudění však může hrát důležitou roli v expanzi areálu rozšíření druhu.

## Savci
Zbloudění je poměrně časté i u mořských savců, jako jsou kytovci nebo ploutvonožci.